# 2-Nitrobenzojeva kiselina
2-Nitrobenzojeva kiselina je organsko jedinjenje sa formulom C6H4(NO2)CO2H. Ono se priprema oksidacijom 2-nitrotoluena sa azotnom kiselinom.